# St. Laurentius (Dillhausen)

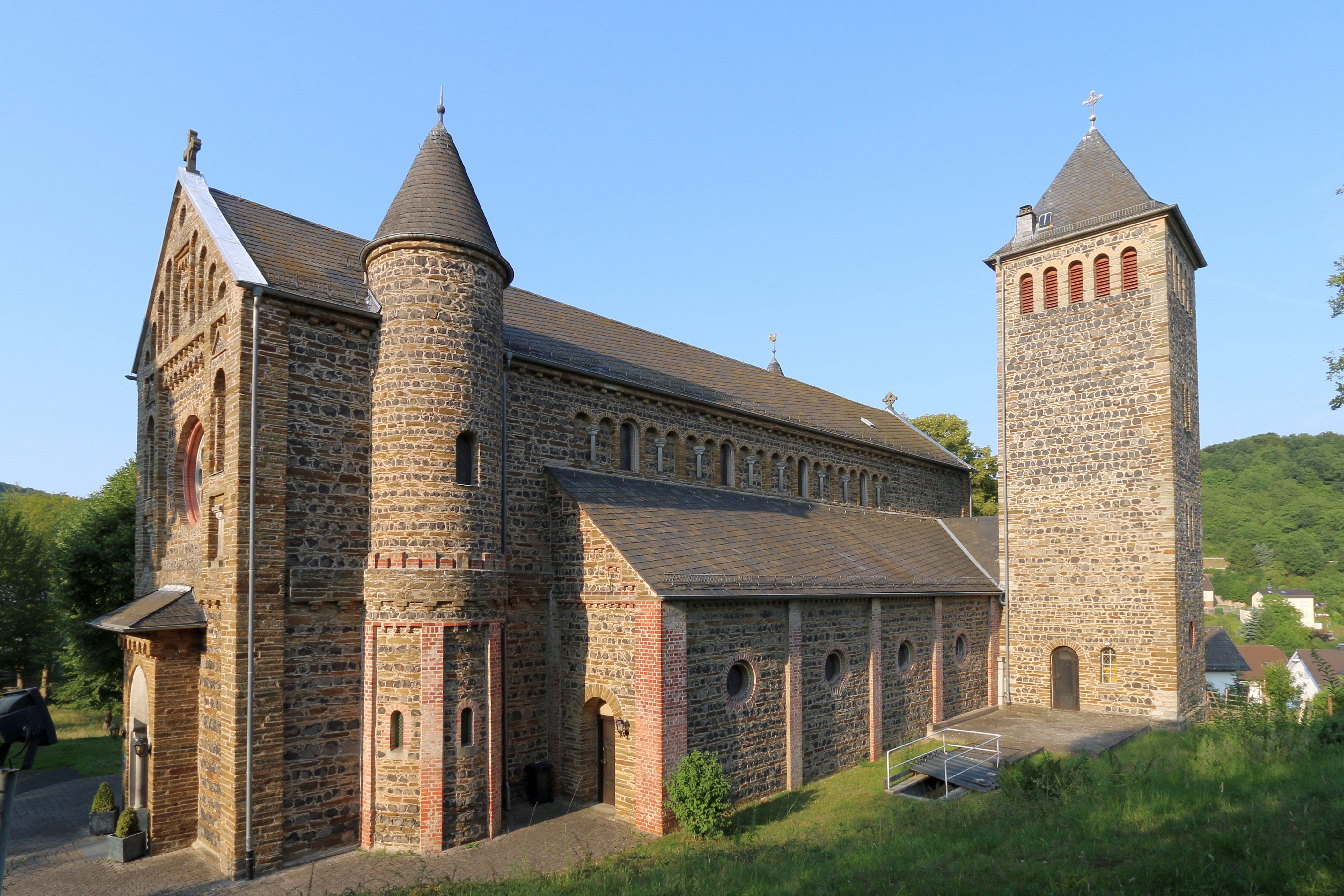
St. Laurentius

Die denkmalgeschützte römisch-katholische Filialkirche St. Laurentius steht in Dillhausen, einem Ortsteil der Gemeinde Mengerskirchen im Landkreis Limburg-Weilburg von Hessen. Die Kirche gehört zur Pfarrei Heilig Kreuz Oberlahn im Bistum Limburg.

## Beschreibung
Das Patrozinium des heiligen Laurentius deutet auf eine Gründung im 10. Jahrhundert hin. Von der alten spätromanischen Wehrkirche steht heute nur noch der Kirchturm, in dem vier Kirchenglocken hängen, von denen die beiden ältesten aus den Jahren 1451 und 1517 stammen. Die heutige neuromanische Basilika aus Bruchsteinen wurde zwischen 1893 und 1904 erbaut. Das Langhaus besteht aus einem Mittelschiff und zwei Seitenschiffen. An den Chor im Osten ist eine halbrunde Apsis angefügt. Die Fassade im Westen wird flankiert von Treppentürmen, die zu den Emporen führen. Ein weiterer Treppenturm steht dem Kirchturm gegenüber. Das Mittelschiff ist mit einer Kassettendecke überspannt, der Chor mit einem Tonnengewölbe.